# Sixt-Fer-à-Cheval

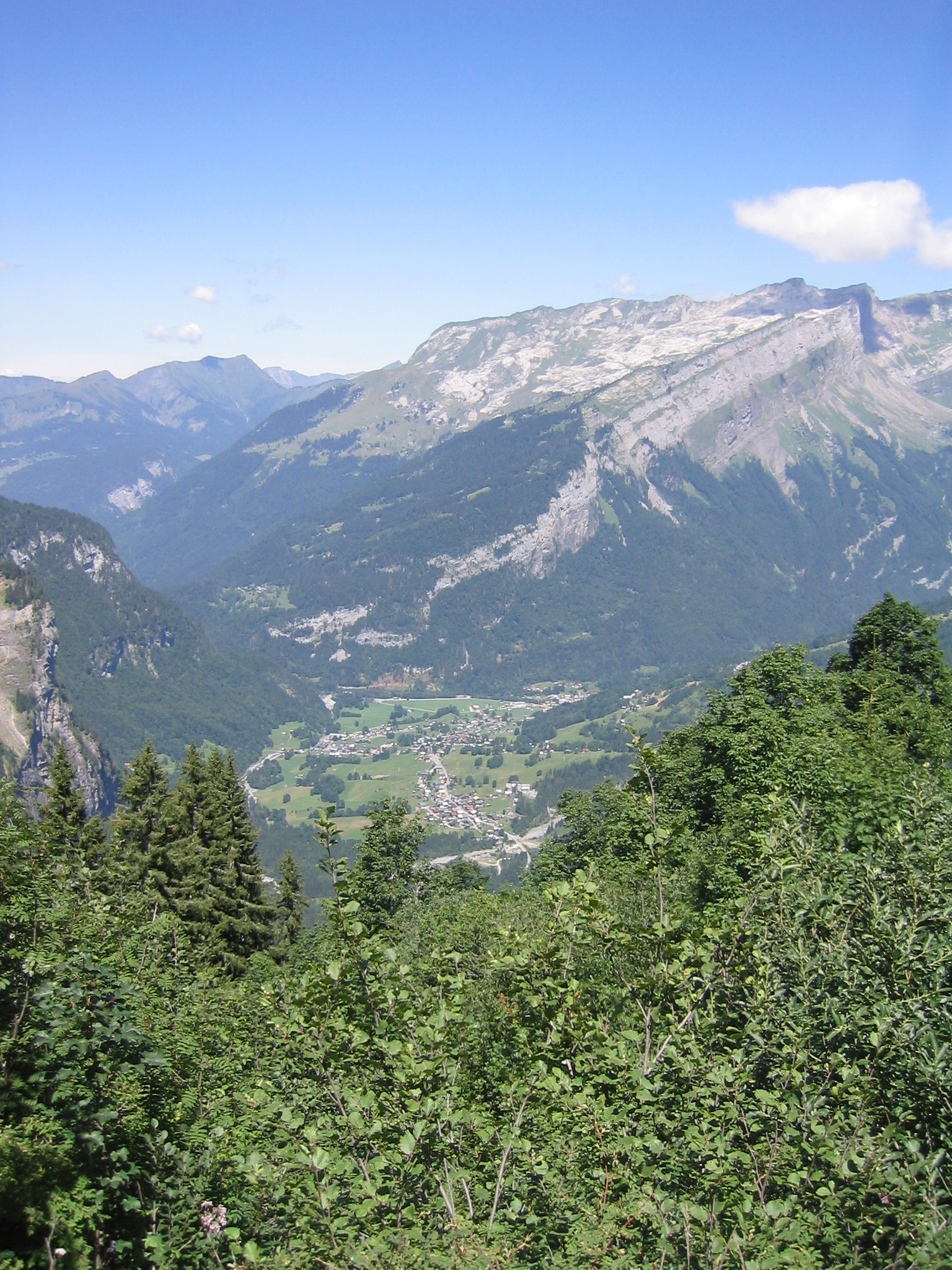
Vista de Sixt-Fer-à-Cheval desde la colina de Anterne

Sixt-Fer-à-Cheval es una comuna y localidad francesa situada en la región Auvernia-Ródano-Alpes, en el departamento de Alta Saboya, en el distrito de Bonneville.

## Geografía
El núcleo de población principal de la comuna se encuentra en el corazón del macizo del Alto Giffre. Sixt-Fer-à-Cheval está unido por una única carretera al resto del valle a través del paso de las hoces de Les Tines, que separa a la comuna del resto de la región. La mayor parte del término municipal está ocupado por la reserva natural nacional de Sixt-Passy, por lo que está parcialmente inhabitada, excepto para el pastoreo en verano. La comuna tienen frontera con Suiza.

## Demografía
| 605 | 619 | 626 | 662 | 715 | 706 |
| Para los censos de 1962 a 1999 la población legal corresponde a la población sin duplicidades (Fuente: INSEE [Consultar]) |     |     |     |     |     |

## Lista de alcaldes
- 2001-2008: Béatrice Pin
- 2008-actualidad: Pierre Mocand